# إكليل زهور
الكُثْنَة أو إكليل أو إكليل زهور طوق من الزهور المرتبة على شكل طوق وتستخدم في المناسبات الاحتفالية الموسمية. ينتشر إكليل الزهور غالباً في الهند ويوضع هناك على عنق شخص عند الاحتفاء به أو يوضع على ميت عند تأبينه أو للتزيين في الأعراس. كانت بدايات استخدام أكاليل الزهور في اليونان القديمة حيث كان النبلاء يلبسونها على الرأس.

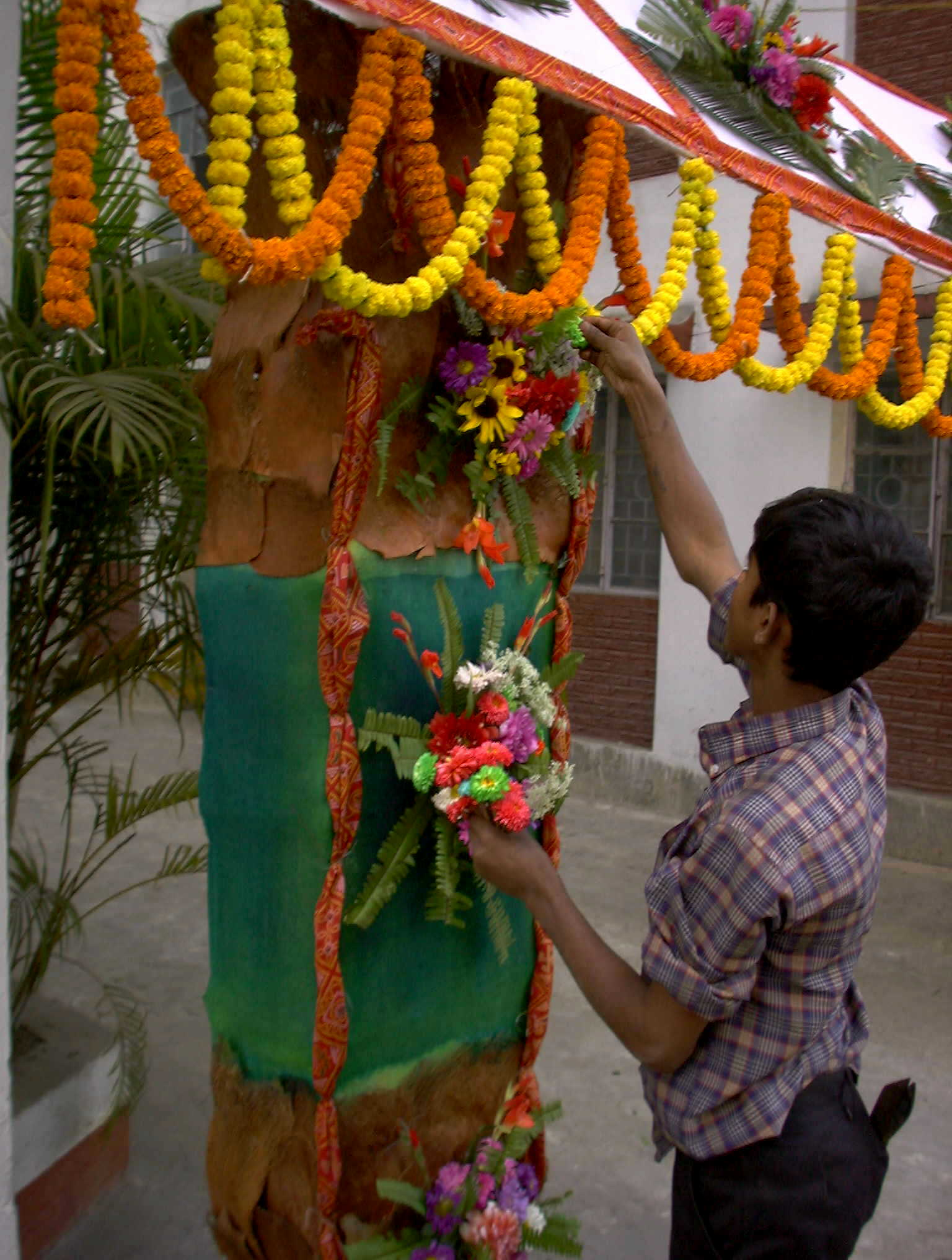
مجموعة من أكاليل الزهور الخاصة بحفلة عرس في الهند.

## اقرأ كذلك
- إكليل